# TSG Ludwigshafen Friesenheim
Maillots
Actualités
Dernière mise à jour : 21 juin 2018.
Le TSG  Ludwigshafen Friesenheim est un club de handball situé dans le district de Ludwigshafen-Friesenheim de la ville de Ludwigshafen en Rhénanie-Palatinat en Allemagne. Le club a évolué en DHK 1.Bundesliga la première fois la saison 2010-2011 mais fut relégué en fin de saison, comme pour la saison 2014-2015. En 2017 pour la troisième fois le club réussit la montée en Bundesliga.

## Histoire
Créé en 1881, le TSG Friesenheim atteint la 2.Bundesliga en 1995. Lors des premières saisons à ce niveau, le TSG peine à s'imposer de ce championnat avec une treizième, une onzième et une douzième respectivement en 1996, 1997 et 1998.
Après cette douzième place, le TSG Friesenheim réalisa une bien meilleure saison 1998/1999 avec une quatrième place. Ce bon classement est confirmé les saisons suivantes puisque, hormis une décevante treizième place en 2007, le club termine entre 1999 et 2008 à chaque saison entre la huitième et une troisième place que le club atteint trois saisons de suite de 2001 à 2003.
Grâce à la deuxième place acquise en 2009, le club doit affronter les deuxièmes du championnat nord, le TSV Hannover-Burgdorf, pour pouvoir enfin accéder à la Bundesliga. Malgré une large victoire 31 à 24 lors du match aller à domicile, le club s'incline sur le même écart à Hanovre (18-25) qui obtient le billet d'accession grâce à la règle des buts marqués à l'extérieur. Toutefois, cette montée en 1.Bundesliga n'est qu'une question de temps puisqu'à l'issue de la saison suivante, le club termine champion de la 2.Bundesliga Süd et accède donc à l'élite sans avoir à disputer de match de barrage.
Hélas, dans ce championnat réputé comme étant le meilleur d'Europe, le TSG Friesenheim finit bon dernier avec seulement quatre point et retourne de facto en 2.Bundesliga. Après deux saisons terminées à la onzième place respectivement en 2012 et en 2013, le  club remonte rejoindre l'élite grâce à une première place glanée à l'issue de la saison 2013/2014.

### Parcours
| Saison    | Division         | Rang | Coupe d'Allemagne  |
| --------- | ---------------- | ---- | ------------------ |
| 1995-1996 | 2.Bundesliga     | 13e  | ?                  |
| 1996-1997 | 2.Bundesliga Süd | 11e  | ?                  |
| 1997-1998 | 2.Bundesliga Süd | 12e  | Troisième tour     |
| 1998-1999 | 2.Bundesliga Süd | 4e   | Deuxième tour      |
| 1999-2000 | 2.Bundesliga Süd | 5e   | Premier tour       |
| 2000-2001 | 2.Bundesliga Süd | 3e   | Premier tour       |
| 2001-2002 | 2.Bundesliga Süd | 3e   | Premier tour       |
| 2002-2003 | 2.Bundesliga Süd | 3e   | Troisième tour     |
| 2003-2004 | 2.Bundesliga Süd | 8e   | Deuxième tour      |
| 2004-2005 | 2.Bundesliga Süd | 4e   | Premier tour       |
| 2005-2006 | 2.Bundesliga Süd | 7e   | Deuxième tour      |
| 2006-2007 | 2.Bundesliga Süd | 13e  | Huitième de finale |

| Saison    | Division         | Rang | Coupe d'Allemagne  |
| --------- | ---------------- | ---- | ------------------ |
| 2007-2008 | 2.Bundesliga Süd | 6e   | Quart de finale    |
| 2008-2009 | 2.Bundesliga Süd | 2e   | Troisième tour     |
| 2009-2010 | 2.Bundesliga     | 1er  | Huitième de finale |
| 2010-2011 | Bundesliga       | 18e  | Troisième tour     |
| 2011-2012 | 2.Bundesliga     | 11e  | Huitième de finale |
| 2012-2013 | 2.Bundesliga     | 11e  | Premier tour       |
| 2013-2014 | 2.Bundesliga     | 1er  | Deuxième tour      |
| 2014-2015 | Bundesliga       | 17e  | Huitième de finale |
| 2015-2016 | 2.Bundesliga     | 4e   | -                  |
| 2016-2017 | 2.Bundesliga     | 3e   | Quart de finale    |
| 2017-2018 | Bundesliga       | 16e  | Premier tour       |
| 2018-2019 | Bundesliga       | 16e  | Premier tour       |

## Palmarès
- Championnat d'Allemagne de deuxième division (2) : 2010 et 2014

## Infrastructure
Le club évolue à la Friedrich-Ebert-Halle qui a une capacité de 2500 places.

## Personnalités liées au club
- Gábor Ancsin : joueur de 2009 à 2011
- Christian Dissinger : joueur de 2008 à 2011
- Francis Franck : joueur de 2000 à 2003
- Evgeni Pevnov : joueur de 2008 à 2011
- Erik Schmidt : joueur depuis 2012
- Michele Skatar : joueur de 2006 à 2007
- Lev Voronine : joueur de 1998 à 2008

## Historique du logo

? - ?
? - ?
Logo actuel